# Tカード (交通プリペイドカード)
Tカード（ティーカード）は、東京都交通局がかつて発行していた乗車カード（磁気式プリペイドカード）である。
都営地下鉄用と、都電・都バス用があったが、システムがそれぞれ異なるため相互利用はできなかった。

## 都電・都バス用
- 1993年11月11日、都電と都バスで使える乗車カードとして発売されたものである[1]。神奈川中央交通の「神奈中バスカード」と同じシステムを採用した。
- 1994年10月1日、バス共通カードが東京23区に拡大されたのに伴い、バス共通カードの発売に切り替えられた（ただしJTBの都営交通取扱店ではその後もしばらくの間発売された）。

## 地下鉄用
名称の表記はカード券面への表記に準ずる。以下の全てが残額があればパスネット加盟各社局でも使用することが可能だった。

### 12号線専用
- 1993年11月11日、都営12号線（現：大江戸線）での自動改札機に直接投入できる乗車カードとして発売された[2]。
- 将来のJR東日本との共通化を視野にイオカードと同じシステムを導入したため、磁気面の様子や印字のされ方がイオカードとほとんど同じだった（当初は入場時のみ印字、1994年頃から出場時にも印字）。ただしJR東日本はICカード式プリペイド乗車カード（Suica）を開発中であることや、運賃計算上の不都合を理由に共通化には参加しなかった。

### 都営地下鉄専用
- 1994年6月25日、都営地下鉄全駅の出改札の自動化が完了したのを受けて、11月1日に都営地下鉄全線に拡大された[3]。これにより、12号線専用のTカードも都営地下鉄全線で使えるようになった。

### 都営地下鉄・営団地下鉄共通
- 1996年3月26日、営団地下鉄（現：東京地下鉄）と共通化したストアードフェアシステムを開始した。
- 営団地下鉄のNSメトロカード→SFメトロカードもイオカードと同じシステムを導入していたため、共通化はスムーズに行われた。
- 当初は自動改札のみでの印字だったが、1997年頃から自動券売機、自動精算機、有人改札でも印字されるようになった。

### パスネット
- 2000年10月14日、首都圏の私鉄・地下鉄共通のストアードフェアシステム「パスネット」を導入した際、イオカードベースの他のカードと共に共通化のベースの一つとなった（導入当時は17社局）。
- パスネット開始以降に発売されたカード（最初に発売されたものは自動券売機用及び「東大島駅関東の駅百選認定記念」）はTカードのロゴが変更され、都バス・都電用カードから引き継いだロゴが消滅した。

## 販売時の状況
- 1,000円・3,000円・5,000円の3種類の額面のカードが自動券売機・カード発売機・定期券売り場・駅事務室などで販売されていた。
- ギフト向けに自分でデザインしたオリジナルカードも発行できた。この場合は500円のカードもあったが、100枚以上でなければ製作できなかった。こちらは2007年1月31日で取り扱いを終了した。
- 自動券売機では一定のデザインのカードに、額面金額と発売日、発売駅名が印字されて発売されていた。デザインは都営地下鉄4路線の車両と路線のイメージ画が使用されていた。2006年以降はカード発売機の使用を中止し順次撤去された。
- カード発売機や定期券売場・駅事務室では、毎月各額面につき最低1枚ずつ都内の文物や風景写真などの図柄のカードが発売され、さらにアニメ・映画などの公開に合わせて登場キャラクター・役者などをデザインしたものも発売されていた。図柄カードは2007年2月1日発売の「東京マラソン」記念カードの発売をもって終了した。

## PASMO導入後
2007年3月18日からJR東日本の「Suica」と相互利用ができ、かつ首都圏の路線バスと共通で使用するICカード「PASMO」が発売され、その引き換えとしてパスネット（Tカード）は券売機のみの発売となった。翌2008年（平成20年）1月10日の終電をもって発売を終了、3月14日の終電をもってパスネット（Tカード）の自動改札機での使用を終了した。
その後も券売機等での乗車券購入等で利用可能だったが、利用状況の減少・PASMOへの代替が進んだことにより、2015年3月31日をもってTカード（「パスネット」表記の有無に関係なく）の券売機等での利用が終了され、払い戻しの取り扱いも資金決済に関する法律に基づいて2018年1月31日をもって終了することが明らかになった。
都電・都バス用のTカードについては、2009年12月22日の交通局ニュースリリースにて発表された「バス共通カードのサービス終了について」の告知内には全く触れられなかった。その後、2010年1月13日付けの交通局ニュースリリースで、2010年7月31日をもって都バス乗継割引カードとともに利用終了することを発表。これに伴い、取り扱い終了の翌日から5年間までの間、プレミア分を差し引いた上で無手数料での払い戻しを実施した。